# Gemarkung Limmersdorf II
Die Gemarkung Limmersdorf II liegt auf dem Gemeindegebiet des Marktes Thurnau im Landkreis Kulmbach (Oberfranken, Bayern). Die Gemarkung hat eine Fläche von 1,175 km² und ist in 98 Flurstücke aufgeteilt, die eine durchschnittliche Fläche von 11.990,09 m² haben. In ihr liegt der Gemeindeteil Hörlinreuth. Benachbarte Gemarkungen sind Thurnau im Westen, Hutschdorf im Norden, Langenstadt im Osten, Limmersdorfer Forst und Limmersdorf III im Süden.